# Коломийцев, Иван Осипович
Ива́н О́сипович Коломийцев (10 декабря 1896, Воронцово-Николаевское, Ставропольская губерния, Российская империя — 18 августа 1919, о. Ашур-Ада, Персия) — российский революционер, большевик, дипломат, первый дипломатический представитель Советской России в Персии.

## Биография
Родился 10 декабря 1896 года в селе Воронцово-Николаевское Ставропольской губернии в крестьянской семье.
Ещё будучи гимназистом, включился в политическую деятельность, участвовал в революционных кружках.
В 1916 году призван на военную службу, прапорщик Отдельного кавалерийского экспедиционного корпуса в Персии, начальник разведывательного отделения в г. Керманшах. В 1917 году участвовал во 2-м краевом съезде Кавказской армии, вступил в партию большевиков.
После Октябрьской революции — главный комиссар русского экспедиционного корпуса в Персии. С января 1918 года — член и ответственный секретарь Энзелийского ревкома.
В июле 1918 года по рекомендации Бакинского Совнаркома и по согласованию с В. И. Лениным был назначен главой дипломатической миссии РСФСР в Персии. Однако практически одновременно с прибытием миссии И. О. Коломийцева в Персию, там к власти пришло пробритански настроенное правительство, отказавшееся признавать полномочия советского полномочного представителя дипломатической миссии.
И. О. Коломийцев смог установить связи в деловых кругах страны, прежде всего среди купцов, торгующих с Россией. Но правительство продолжало настаивать на «частном» характере пребывания советской миссии в Персии. В результате миссия в ночь на 3 ноября 1918 года была разгромлена. Большая часть сотрудников была арестована и отправлена в Индию. Самому Коломийцеву удалось бежать.
Он смог пробраться в Астрахань, а оттуда в Москву. В июне 1919 года Иван Коломийцев прибыл в Москву. 28 июня того же года, получив задание доставить «Обращение правительства РСФСР к правительству и народу Персии», в качестве главы Советской чрезвычайной дипломатической миссии вторично выехал в Иран. но на пути к месту назначения, на территории Ирана был захвачен белогвардейцами и расстрелян на острове Ашураде.

## Память
- 24 мая 1924 года останки И. О. Коломийцева были перенесены на территорию советского консульства в Иране в Астрабаде (ныне г. Горган). На его могиле сооружён памятник.
- В 1972 году останки Коломийцева И. О. были перенесены и с почестями перезахоронены на площади Свободы города Сальска Ростовской области (мемориальный комплекс «Поклон»).
- В г. Сальске Кооперативная улица в 1972 году была переименована в улицу имени И. О. Коломийцева.
- На доме № 29 по улице Ленина города Сальска, где И. О. Коломийцев жил в 1913—1917 годах, установлена мемориальная доска.
- В 1988 году на улице Ленина г. Сальска был открыт памятник И. О. Коломийцеву. Автор: скульптор М. А. Делов.

## Фотогалерея

Памятная доска первому послу РСФСР в Иране И.О. Коломийцеву г. Сальск, ул. Ленина
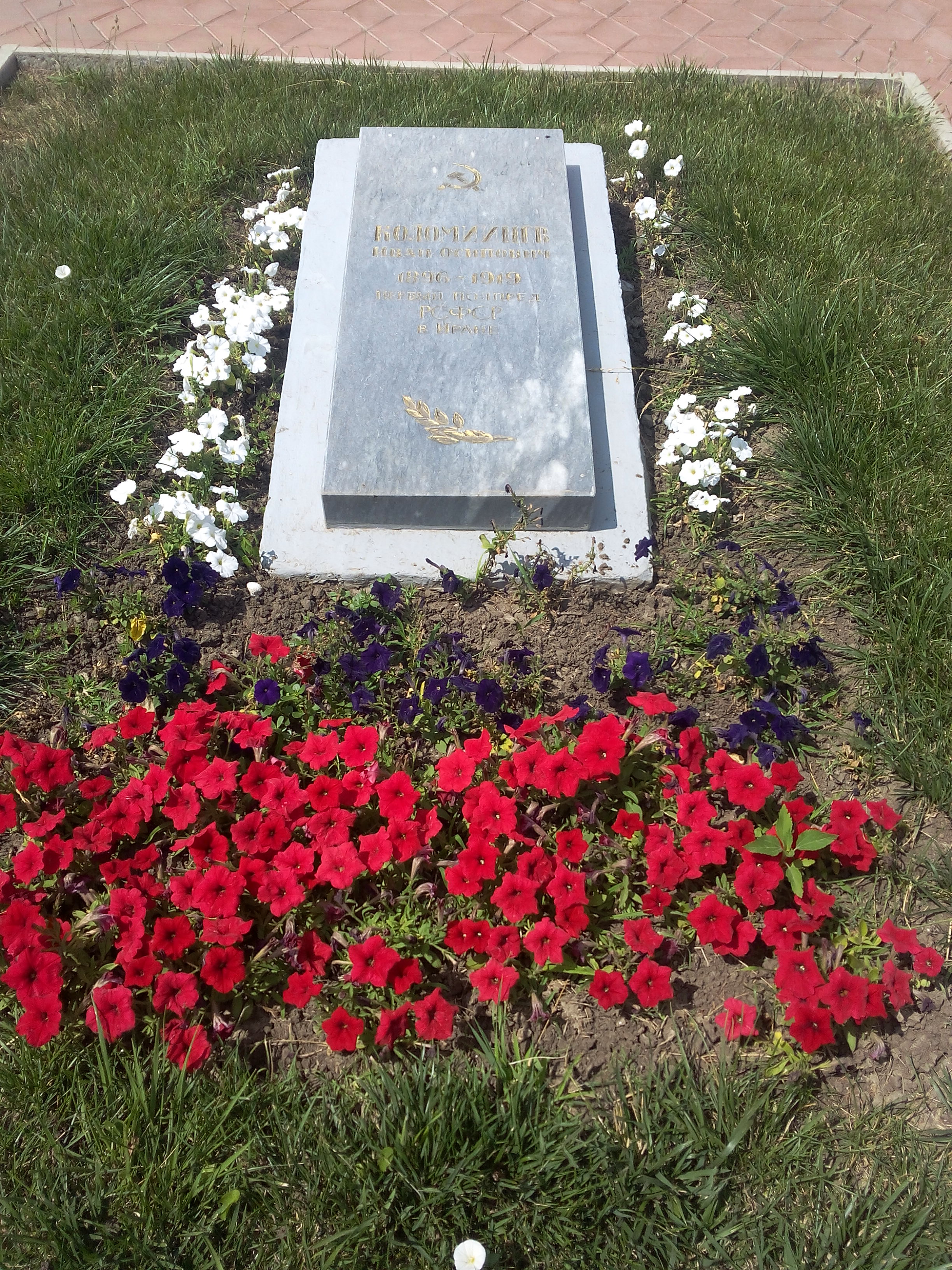
Мемориальная плита на могиле И.О. Коломийцева  на площади Свободы г. Сальска
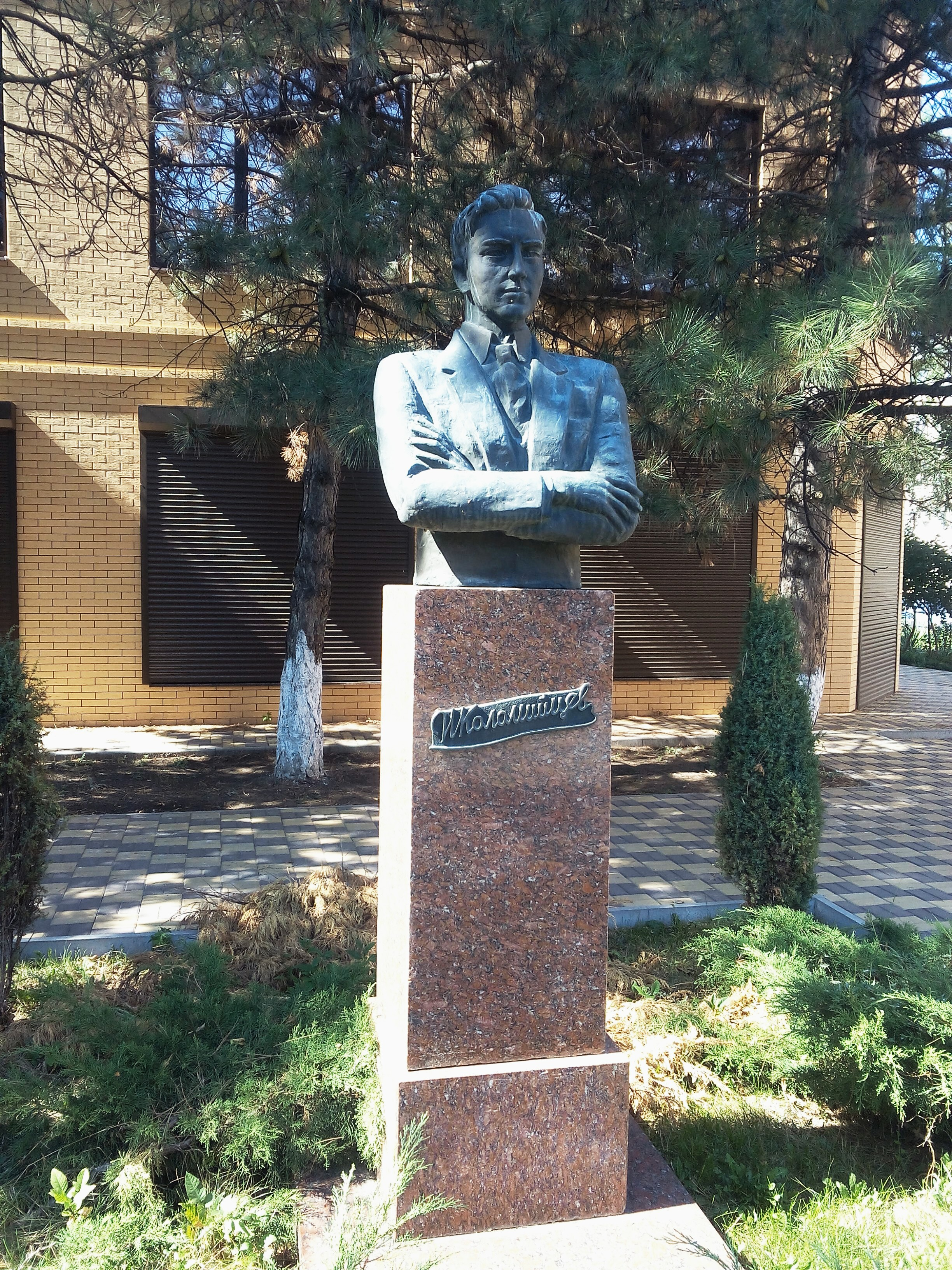
г. Сальск, Памятник Коломийцеву И.О.